# Pechino Express (dodicesima edizione)
La dodicesima edizione del reality Pechino Express, sottotitolata Fino al tetto del mondo, è andata in onda in prima serata su Sky Uno e in streaming su Now dal 6 marzo all'8 maggio 2025 per 10 puntate. La conduzione è affidata per l'undicesimo anno consecutivo a Costantino della Gherardesca, nuovamente affiancato da Gianluca "Fru" Colucci.
In questa edizione, i concorrenti hanno attraversato tre Paesi dell'Asia: Filippine, Thailandia e Nepal.
Come nelle edizioni precedenti, tutti i premi vinti sono andati in beneficenza ad organizzazioni che operano nei Paesi visitati nel corso del programma.
L'edizione è stata vinta da I medagliati, coppia formata da Jury Chechi e Antonio Rossi.
Il programma verrà trasmesso in replica su TV8 a partire dal 29 agosto fino al 31 ottobre 2025.

## Concorrenti
| Coppia            | Componenti                           | Classifica | Stato                |
| ----------------- | ------------------------------------ | ---------- | -------------------- |
| I medagliati      | Jury Chechi e Antonio Rossi          | 1ª         | Vincitori            |
| I complici        | Dolcenera e Gigi Campanile           | 2ª         | Secondi classificati |
| Gli estetici      | Giulio Berruti e Nicolò Maltese      | 3ª         | Eliminati            |
| Le atlantiche     | Ivana Mrázová e Sofia Giaele De Donà | 4ª         | Eliminate            |
| Le sorelle        | Samanta e Debora Togni               | 5ª         | Eliminate            |
| I cineasti        | Nathalie Guetta e Vito Bucci         | 6ª         | Eliminati            |
| I magici          | Jey e Checco Lillo                   | 7ª         | Eliminati            |
| I primi ballerini | Virna Toppi e Nicola Del Freo        | 8ª         | Eliminati            |
| Gli spettacolari  | Gianluca Fubelli e Federica Camba    | 9ª         | Eliminati            |

## Ospiti
| Ospite              | Ruolo                                                                       |
| ------------------- | --------------------------------------------------------------------------- |
| Elettra Lamborghini | Portatrice della Bandiera leopardata nella 5ª tappa, in qualità di handicap |
| Fabio Caressa       | Portatore della Football flag nella 9ª tappa, in qualità di handicap        |

## Tappe
| Puntata | Paese                | Partenza                            | Intermedio                                       | Intermedio                                       | Arrivo                                            | Lunghezza                 |
| ------- | -------------------- | ----------------------------------- | ------------------------------------------------ | ------------------------------------------------ | ------------------------------------------------- | ------------------------- |
| 1       | Filippine            | Isola di Pinagbuyutan (spiaggia)    | Pularaquen (molo di Canique)                     | Pularaquen (molo di Canique)                     | Taytay (fortino di Santa Isabel)                  | 140 km                    |
| 2       | Filippine            | San Vicente (porto)                 | San Rafael (villaggio)                           | San Rafael (villaggio)                           | Sabang (Elephant Cave)                            | 187 km                    |
| 3       | Filippine            | Sabang (Manlipien Beach)            | Puerto Princesa (lungomare)                      | Puerto Princesa (lungomare)                      | Puerto Princesa (Balayong People's Park)          | 105 km                    |
| T       | Filippine Thailandia | Puerto Princesa - Khon Kaen         | Puerto Princesa - Khon Kaen                      | Puerto Princesa - Khon Kaen                      | Puerto Princesa - Khon Kaen                       | 1903 km (in linea d'aria) |
| 4       | Thailandia           | Khon Kaen (tempio Wat Nong Wang)    | Khao Kho (monastero Wat Phra That Pha Sorn Kaew) | Khao Kho (monastero Wat Phra That Pha Sorn Kaew) | Phitsanulok (santuario del re Naresuan il Grande) | 450 km                    |
| 5       | Thailandia           | Sukhothai (parco storico)           | Lampang (tempio Wat Chiang Rai)                  | Lampang (tempio Wat Chiang Rai)                  | Chiang Mai (tempio Wat Phrathat Doi Suthep)       | 374 km                    |
| 6       | Thailandia           | Chiang Mai (Monumento ai Tre Re)    | Doi Saket (tempio Wat Phra That)                 | Mae Rim (tempio Wat Hiran Nikhom)                | Tha Ton (tempio Wat Thaton)                       | 233 km                    |
| 7       | Thailandia           | Tha Ton (scuola)                    | Baan Jator (villaggio)                           | Baan Jator (villaggio)                           | Chiang Rai (santuario dei Pilastri)               | 228 km                    |
| T       | Thailandia Nepal     | Chiang Rai - Katmandu               | Chiang Rai - Katmandu                            | Chiang Rai - Katmandu                            | Chiang Rai - Katmandu                             | 1706 km (in linea d'aria) |
| 8       | Nepal                | Katmandu (tempio Adinath Lokeshwar) | Pokhara (cascate Lwang Ghalel)                   | Pokhara (cascate Lwang Ghalel)                   | Pokhara (tempio Shree Bindhyabasini)              | 430 km                    |
| 9       | Nepal                | Pokhara (lago Phewa)                | Sauraha (villaggio Tharu)                        | Sauraha (villaggio Tharu)                        | Katmandu (tempio Swayambhunath)                   | 305 km                    |
| 10      | Nepal                | Katmandu (Skywalk Tower)            | Katmandu (tempio di Pashupatinath)               | Katmandu (tempio di Pashupatinath)               | Kirtipur (tempio di Uma Maheshwor)                | N.D.                      |
| Totale  | Totale               | Totale                              | Totale                                           | Totale                                           | Totale                                            | 6061 km                   |

## Tabella delle eliminazioni
Legenda
- Vincitori di Pechino Express
- Vincitori della prova immunità/prova vantaggio
- Vincitori di tappa
- A rischio eliminazione
- La coppia si salva perché nella busta nera c'è scritto che la tappa non è eliminatoria
- La coppia è ultima in classifica e viene eliminata direttamente
- La coppia è arrivata ultima al Libro Rosso e va direttamente a rischio eliminazione
- La coppia è arrivata al traguardo con Fru e la bandiera blu (retrocede di una posizione)

| Coppie                            | 1ª puntata Filippine | 1ª puntata Filippine | 2ª puntata Filippine | 3ª puntata Filippine   | 3ª puntata Filippine   | 4ª puntata Thailandia  | 5ª puntata Thailandia  | 5ª puntata Thailandia  | 6ª puntata Thailandia  | 6ª puntata Thailandia  | 7ª puntata Thailandia  | 7ª puntata Thailandia  | 8ª puntata Nepal       | 8ª puntata Nepal       | 9ª puntata Nepal       | 9ª puntata Nepal       | 10ª puntata Nepal      | 10ª puntata Nepal       |
| --------------------------------- | -------------------- | -------------------- | -------------------- | ---------------------- | ---------------------- | ---------------------- | ---------------------- | ---------------------- | ---------------------- | ---------------------- | ---------------------- | ---------------------- | ---------------------- | ---------------------- | ---------------------- | ---------------------- | ---------------------- | ----------------------- |
| Jury Chechi e Antonio Rossi       | 3ª                   | 3ª                   | Immunità             | Immunità               | Immunità               | 3ª                     | Vantaggio              | 1ª                     | 1ª                     | 1ª                     | Vantaggio              | 5ª → 4ª                | 2ª → 3ª                | 2ª → 3ª                | 1ª → 2ª                | 1ª → 2ª                | 2ª                     | 1ª                      |
| Dolcenera e Gigi Campanile        | 7ª                   | 7ª                   | 4ª                   | Vantaggio              | 3ª → 2ª                | 6ª                     | 2ª                     | 2ª                     | 2ª → 3ª                | 2ª → 3ª                | 2ª                     | 2ª                     | 1ª                     | 1ª                     | Vantaggio              | 2ª → 1ª                | 1ª                     | 2ª                      |
| Giulio Berruti e Nicolò Maltese   | 6ª                   | 6ª                   | 1ª                   | 1ª                     | 1ª                     | 5ª                     | 5ª                     | 5ª                     | Vantaggio              | 3ª → 2ª                | 3ª                     | 3ª                     | Vantaggio              | 3ª → 2ª                | 4ª                     | 4ª                     | 3ª                     | Eliminati (10ª puntata) |
| Ivana Mrázová e Giaele De Donà    | 4ª                   | 4ª                   | 8ª                   | 5ª                     | 5ª                     | 2ª                     | 3ª                     | 3ª                     | 4ª                     | 4ª                     | 4ª → 5ª                | 4ª → 5ª                | 5ª                     | 5ª                     | 3ª                     | 3ª                     | Eliminate (9ª puntata) | Eliminate (9ª puntata)  |
| Samanta e Debora Togni            | 5ª                   | 5ª                   | 6ª                   | 2ª → 3ª                | 2ª → 3ª                | 1ª                     | 6ª                     | 6ª                     | Bandiera blu           | 6ª                     | 1ª                     | 1ª                     | 4ª                     | 4ª                     | Eliminate (8ª puntata) | Eliminate (8ª puntata) | Eliminate (8ª puntata) | Eliminate (8ª puntata)  |
| Nathalie Guetta e Vito Bucci      | 8ª                   | 8ª                   | 5ª                   | 6ª                     | 6ª                     | 4ª                     | 4ª                     | 4ª                     | 5ª                     | 5ª                     | 6ª                     | 6ª                     | Eliminati (7ª puntata) | Eliminati (7ª puntata) | Eliminati (7ª puntata) | Eliminati (7ª puntata) | Eliminati (7ª puntata) | Eliminati (7ª puntata)  |
| Jey e Checco Lillo                | Vantaggio            | 2ª → 1ª              | 3ª                   | 4ª                     | 4ª                     | Immunità               | 7ª                     | 7ª                     | Eliminati (5ª puntata) | Eliminati (5ª puntata) | Eliminati (5ª puntata) | Eliminati (5ª puntata) | Eliminati (5ª puntata) | Eliminati (5ª puntata) | Eliminati (5ª puntata) | Eliminati (5ª puntata) | Eliminati (5ª puntata) | Eliminati (5ª puntata)  |
| Virna Toppi e Nicola Del Freo     | Immunità             | Immunità             | 2ª                   | 7ª                     | 7ª                     | Eliminati (3ª puntata) | Eliminati (3ª puntata) | Eliminati (3ª puntata) | Eliminati (3ª puntata) | Eliminati (3ª puntata) | Eliminati (3ª puntata) | Eliminati (3ª puntata) | Eliminati (3ª puntata) | Eliminati (3ª puntata) | Eliminati (3ª puntata) | Eliminati (3ª puntata) | Eliminati (3ª puntata) | Eliminati (3ª puntata)  |
| Gianluca Fubelli e Federica Camba | 1ª → 2ª              | 1ª → 2ª              | 7ª                   | Eliminati (2ª puntata) | Eliminati (2ª puntata) | Eliminati (2ª puntata) | Eliminati (2ª puntata) | Eliminati (2ª puntata) | Eliminati (2ª puntata) | Eliminati (2ª puntata) | Eliminati (2ª puntata) | Eliminati (2ª puntata) | Eliminati (2ª puntata) | Eliminati (2ª puntata) | Eliminati (2ª puntata) | Eliminati (2ª puntata) | Eliminati (2ª puntata) | Eliminati (2ª puntata)  |

## Libro Rosso
Come nella scorsa edizione, la prima coppia a raggiungere il Libro Rosso di Pechino Express si aggiudica l'immunità, un vantaggio e un bonus; la seconda coppia si aggiudica una posizione in più nella classifica finale di tappa. Nella seconda e nella quinta tappa, la coppia che ha raggiunto per ultima il Libro Rosso, è andata direttamente a rischio eliminazione. Nella settima tappa, invece, la seconda coppia ad essere arrivata al Libro Rosso non ha dovuto, insieme a quella arrivata per prima, cercare un alloggio per la notte, mentre all'ultima coppia è stato direttamente assegnato un handicap alla ripartenza.  
| Puntata | Tappa           | 1ª coppia         | 2ª coppia  | Ultima coppia |
| ------- | --------------- | ----------------- | ---------- | ------------- |
| 1       | Pularaquen      | I primi ballerini | I magici   | -             |
| 2       | San Rafael      | I medagliati      | -          | Le atlantiche |
| 3       | Puerto Princesa | I medagliati      | I complici | -             |
| 5       | Lampang         | I medagliati      | -          | I magici      |
| 7       | Baan Jator      | I medagliati      | I complici | Gli estetici  |
| 8       | Pokhara         | Gli estetici      | -          | -             |

### Prova immunità/vantaggio
Nella quarta tappa è stata svolta la prima prova immunità dell'edizione, mentre nella sesta la prima prova vantaggio.
- Coppia vincitrice dell'immunità/del vantaggio

| Puntata | Tappa    | 1ª coppia    | 2ª coppia    | 3ª coppia    | 4ª coppia  |
| ------- | -------- | ------------ | ------------ | ------------ | ---------- |
| 4       | Khao Kho | I magici     | Gli estetici | Le sorelle   | -          |
| 6       | Mae Rim  | Gli estetici | I complici   | I medagliati | Le sorelle |
| 9       | Sauraha  | I complici   | I medagliati | -            | -          |

## Handicap
| Puntata | Handicap iniziale                                                  | Coppia/e                               | Handicap intermedio | Coppia/e                   |
| ------- | ------------------------------------------------------------------ | -------------------------------------- | --- | -------------------------- |
| 1       | Nessuno                                                            | Nessuno                                | Portare delle alghe a casa di una signora locale e pulirle                                                                                                  | I cineasti                 |
| 2       | Partire con 10 minuti di ritardo                                   | I medagliati                           | Andare direttamente a rischio eliminazione, in quanto ultimi al Libro Rosso, e aiutare una famiglia a traslocare                                            | Le atlantiche              |
| 2       | Partire con 15 minuti di ritardo                                   | Gli spettacolari                       | Andare direttamente a rischio eliminazione, in quanto ultimi al Libro Rosso, e aiutare una famiglia a traslocare                                            | Le atlantiche              |
| 3       | Partire con 10 minuti di ritardo                                   | Le sorelle, i complici e le atlantiche | Cercare e ballare con venti persone locali, anziché dieci                                                                                                   | I magici                   |
| 3       | Partire con 15 minuti di ritardo                                   | I primi ballerini e i magici           | Cercare e ballare con venti persone locali, anziché dieci                                                                                                   | I magici                   |
| 4       | Cucinare un piatto di pasta in una casa locale, prima di ripartire | I medagliati                           | Aiutare una donna del villaggio hmong a pulire un cesto pieno di frutti di tamarindo                                                                        | I cineasti                 |
| 5       | Bandiera leopardata                                                | Gli estetici                           | Andare direttamente a rischio eliminazione, in quanto ultimi al Libro Rosso, e contribuire alla creazione della carta ricavata dagli escrementi di elefante | I magici                   |
| 5       | Bandiera leopardata                                                | Gli estetici                           | Indossare unghie lunghe 15 cm | I complici e gli estetici* |
| 6       | Massaggiare per 20 minuti i piedi dell'autista del risciò          | Gli estetici                           | Bandiera blu | Le atlantiche              |
| 7       | Partire con 10 minuti di ritardo                                   | Giulio e Gigi, e Nicolò e Vito         | Prima di ripartire, portare due cesti di legna alla famiglia del villaggio che abita più in alto di tutti                                                   | Gli estetici               |
| 8       | Partire con 5 minuti di ritardo                                    | I medagliati                           | Costruire una torre zen con 25 pietre | I medagliati               |
| 8       | Partire con 10 minuti di ritardo                                   | I complici                             | Costruire una torre zen con 25 pietre | I medagliati               |
| 9       | Football flag                                                      | Gli estetici                           | Indossare due grandissimi cappelli | I medagliati               |
| 10      | Fare 50 giri della torre, prima di ripartire                       | Gli estetici                           | Nessuno | Nessuno                    |

- *Gli estetici hanno ricevuto il malus in seguito ad una violazione del regolamento, ossia il furto delle biciclette spettanti alle coppie avversarie.

## Vantaggio/Bonus
| Puntata | Vantaggio/Bonus | Coppia/e          |
| ------- | --- | ----------------- |
| 1       | Immunità dall'eliminazione e visita della foresta di Palawan                                                                                | I primi ballerini |
| 1       | Guadagnare una posizione nella classifica finale                                                                                            | I magici          |
| 2       | Immunità dall'eliminazione, snorkeling nelle acque di Palawan e cena di lusso in riva al mare                                               | I medagliati      |
| 3       | Immunità dall'eliminazione e poter cantare insieme a un coro di Puerto Princesa                                                             | I medagliati      |
| 3       | Guadagnare una posizione nella classifica finale                                                                                            | I complici        |
| 4       | Immunità dall'eliminazione e rafting sul Khek River                                                                                         | I magici          |
| 5       | Guadagnare una posizione nella classifica finale                                                                                            | I medagliati      |
| 6       | Essendo arrivati primi al primo Libro Rosso, si qualificano direttamente alla prova vantaggio e non devono cercare un alloggio per la notte | Gli estetici      |
| 6       | Guadagnare una posizione nella classifica finale                                                                                            | Gli estetici      |
| 7       | Guadagnare una posizione nella classifica finale e non dover cercare un alloggio per la notte                                               | I medagliati      |
| 7       | Non dover cercare un alloggio per la notte                                                                                                  | I complici        |
| 8       | Non dover cercare un alloggio per la notte                                                                                                  | I medagliati      |
| 8       | Guadagnare una posizione nella classifica finale                                                                                            | Gli estetici      |
| 9       | Guadagnare una posizione nella classifica finale                                                                                            | I complici        |
| 10      | - | -                 |

## Puntate

### 1ª tappa (Pinagbuyutan → Taytay)
La prima puntata è andata in onda in prima visione il 6 marzo 2025.

#### Missioni
- Missione iniziale: tutte le coppie devono trovare i tre strumenti necessari per affrontare il viaggio (zaino contenente i soldi e la mappa), presso l'isola di Palawan. Prima di recuperare lo zaino, un componente per coppia deve tuffarsi nel mare e agganciare con una corda il forziere situato sul fondale marino, mentre l'altro lo deve tirare fino alla riva. Una volta recuperato il forziere, devono portarlo a bordo di una barca, dove ricevono le indicazioni per aprirlo: le coppie per ripartire, devono sventolare la bandiera che si trova all'interno del forziere, chiuso con un lucchetto a combinazione a quattro cifre, la cui soluzione è la data dello sbarco sull'isola di Palawan di Ferdinando Magellano; le coppie devono indovinare il secolo, mentre per l'anno esatto devono fare la sommatoria dei numeri fino a sei.
- Prima missione: i concorrenti, una volta raggiunta l'isola di Palawan, devono recarsi al Public Market di El Nido, dove devono mangiare una pietanza tipica filippina, il tamilok. Una volta finita completamente la scodella di tamilok, Fru ha consegnato loro lo zaino e gli strumenti necessari per proseguire la gara.

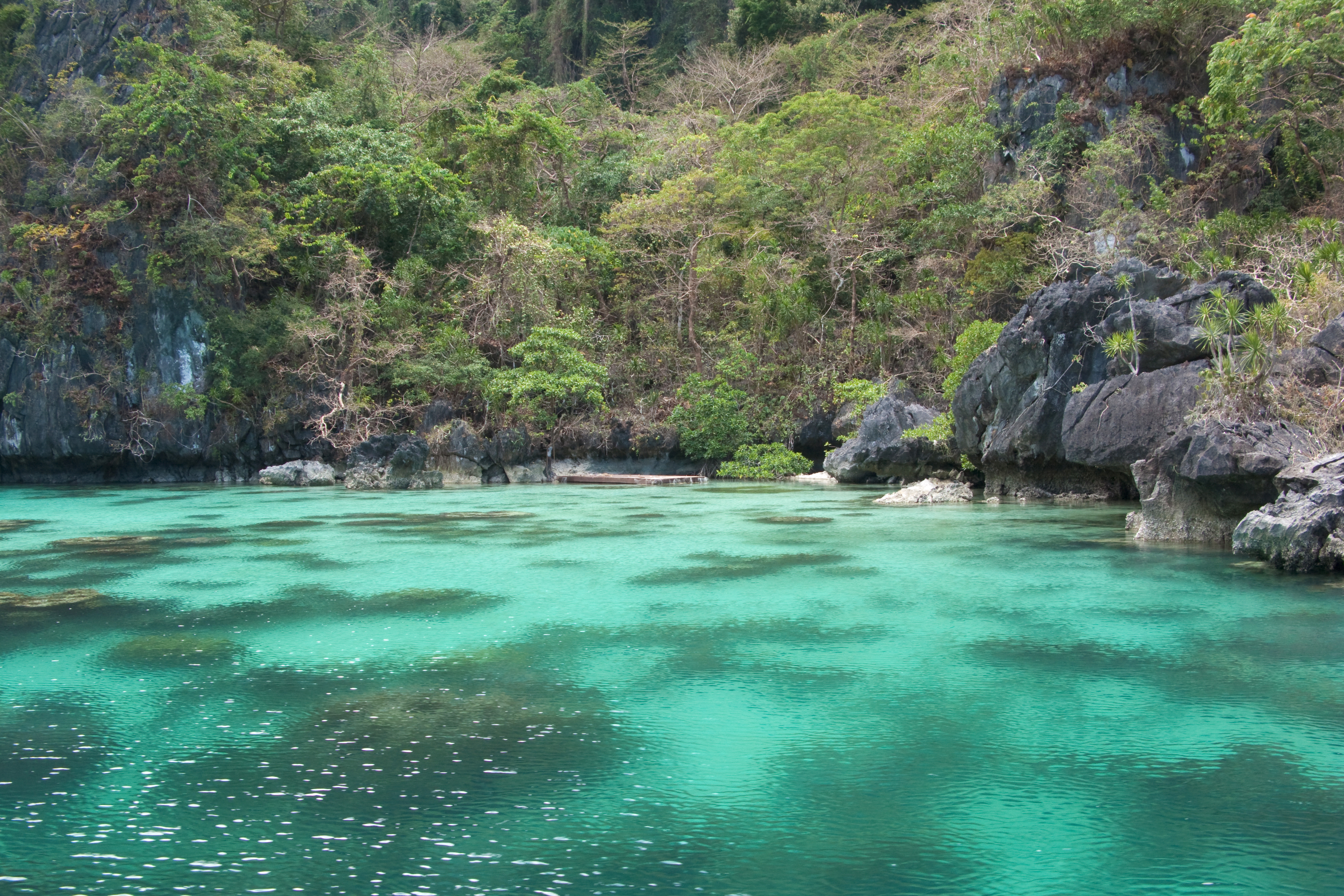
Isola di Palawan, luogo di partenza della 1ª tappa.

- Isola di Palawan, luogo di partenza della 1ª tappa.Seconda missione: le coppie, una volta raggiunta la fattoria Margie Derayal di Barotuán, devono prendere, dal recinto, un maialino e portarlo sano e salvo fino la spiaggia di Bucana; nel caso in cui il maialino, lungo il tragitto verso la bandiera rossa, dovesse scappare, le coppie ricevono una penalità di tempo. Successivamente, le coppie devono pescare una busta, contenente ognuna dei numeri, i quali corrispondono ad una barca ormeggiata nella baia del villaggio; l'obiettivo dei viaggiatori è dunque quello di trovare la barca richiesta e recuperare la foto della persona a cui consegnare il maialino, in cambio di un cesto di pesci.
- Terza missione: le coppie, prima di proseguire la gara, devono procurarsi un litro di latte di cocco, grattando il frutto con il cavallo, strizzando la polpa e filtrandola, fino a ottenere maggior latte possibile. Procuratosi il latte, i concorrenti devono raggiungere Costantino consegnandoglielo e se non è almeno mezzo litro, ricevono una penalità di tempo.
- Quarta missione: i concorrenti, giunti a Pamantolon, devono entrare in acqua e prendere 5 cetrioli di mare, portarli in una delle case del villaggio ed imparare come pulirli. Successivamente, devono mangiare un piatto piccante a base di ceviche di cetrioli, preparato dalla famiglia locale; nel caso in cui i concorrenti non riuscissero a mangiarlo, ricevono una penalità di 15 minuti. Una volta finito il piatto o scaduta la penalità, le coppie devono raggiungere il traguardo finale situato a Taytay.

#### Bonus
La coppia arrivata per prima al Libro Rosso di Pechino Express ha avuto la possibilità visitare la foresta di Palawan a bordo di una dune buggy; inoltre ha assegnato un malus a una coppia avversaria che consisteva nel portare delle alghe, appese al sole, a casa di una signora locale, dove hanno dovuto pulirle prima di ripartire.

### 2ª tappa (San Vicente → Sabang)
La seconda puntata è andata in onda in prima visione il 13 marzo 2025.

#### Missioni

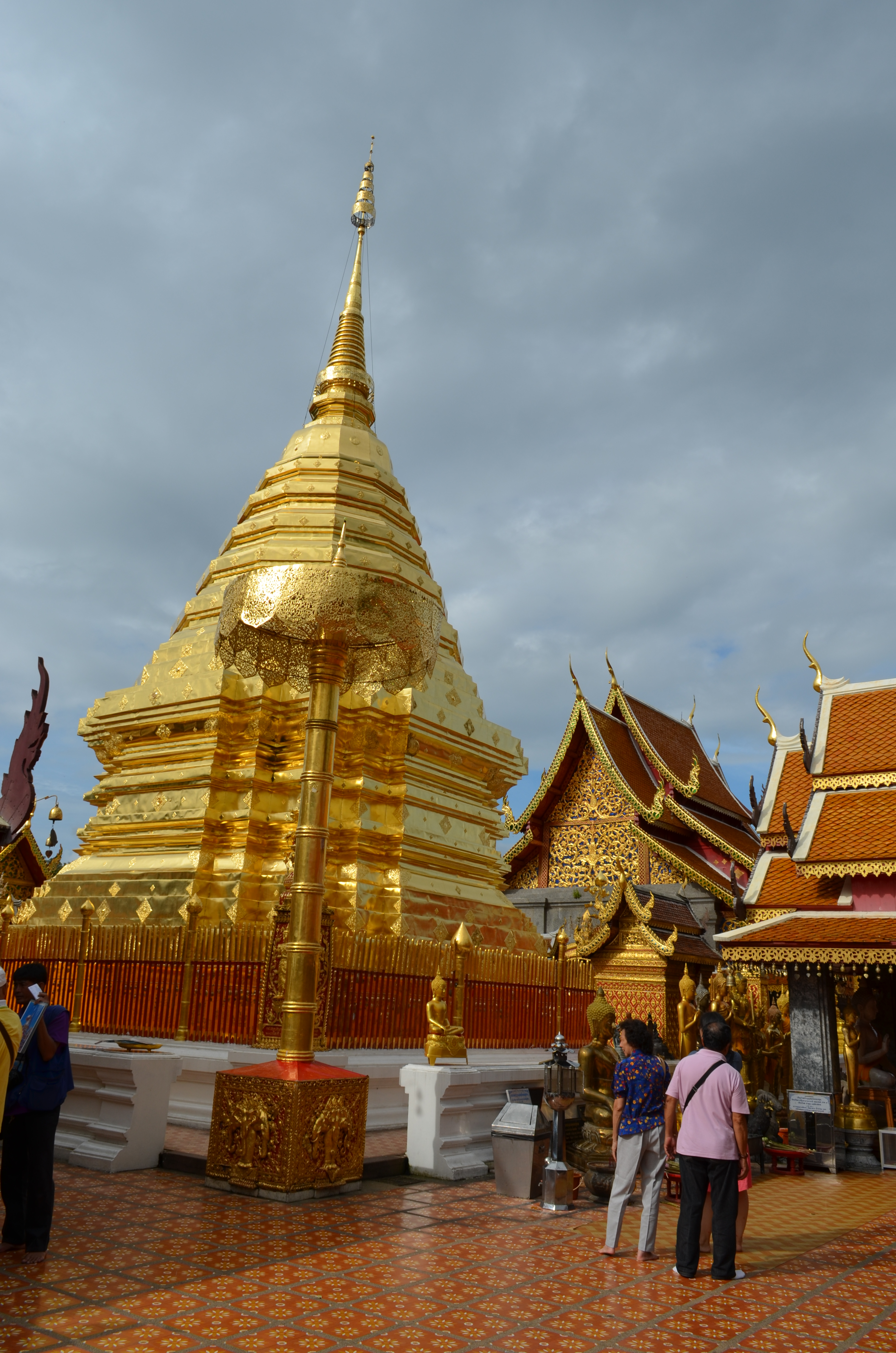
tempio Wat Phrathat Doi Suthep, traguardo della 5ª tappa.

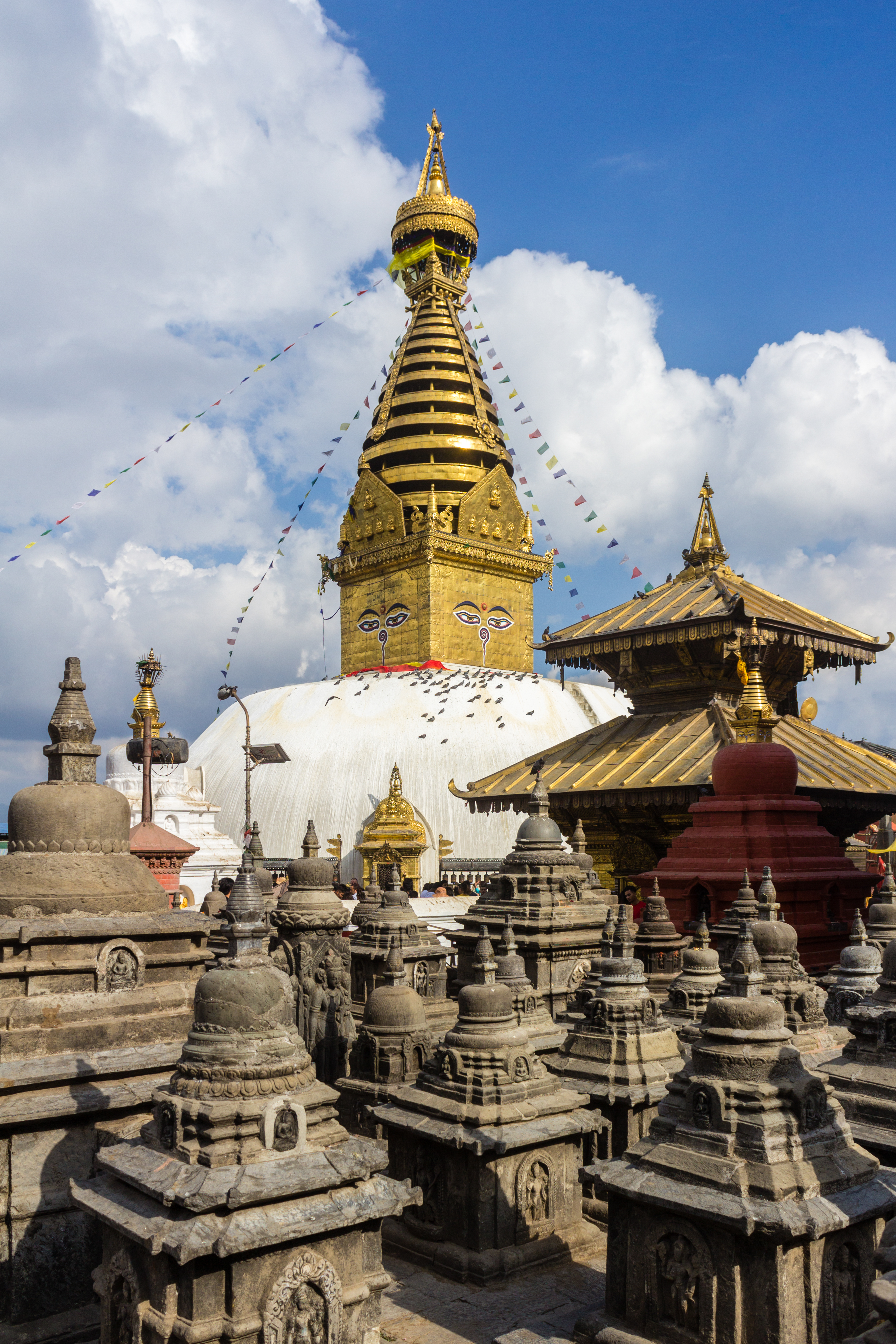
tempio Swayambhunath, traguardo della 9ª tappa.

Prima di iniziare la tappa, i vincitori della tappa precedente, I magici, hanno avuto la possibilità di scegliere due coppie alle quali assegnare un malus.
- Missione iniziale: ogni coppia deve pescare una corda da un cestino e cercare un modo per misurarla, determinandone la lunghezza; una volta raggiunta la spiaggia di Nasalogang, le coppie devono costruire una pista per biglie lunga 100 metri, utilizzando come unità di misura la corda che hanno ricevuto da Costantino. Per creare la pista, un componente della coppia deve sedersi sulla sabbia, mentre l'altro lo deve trascinare dalla gambe; Infine, per completare la missione, i viaggiatori devono fare un giro intero della pista con le biglie.
- Prima missione: i concorrenti devono raggiungere il villaggio di Barangay a San José, dove devono indovinare il numero di anacardi contenenti nel barattolo; le coppie hanno a disposizione un'approssimazione di 500 numeri, in eccesso e in difetto, e in quel caso devono pulire solo 10 anacardi. Se invece la stima supera tale approssimazione, devono pulirne 30. San Vicente, luogo di partenza della 2ª tappa.

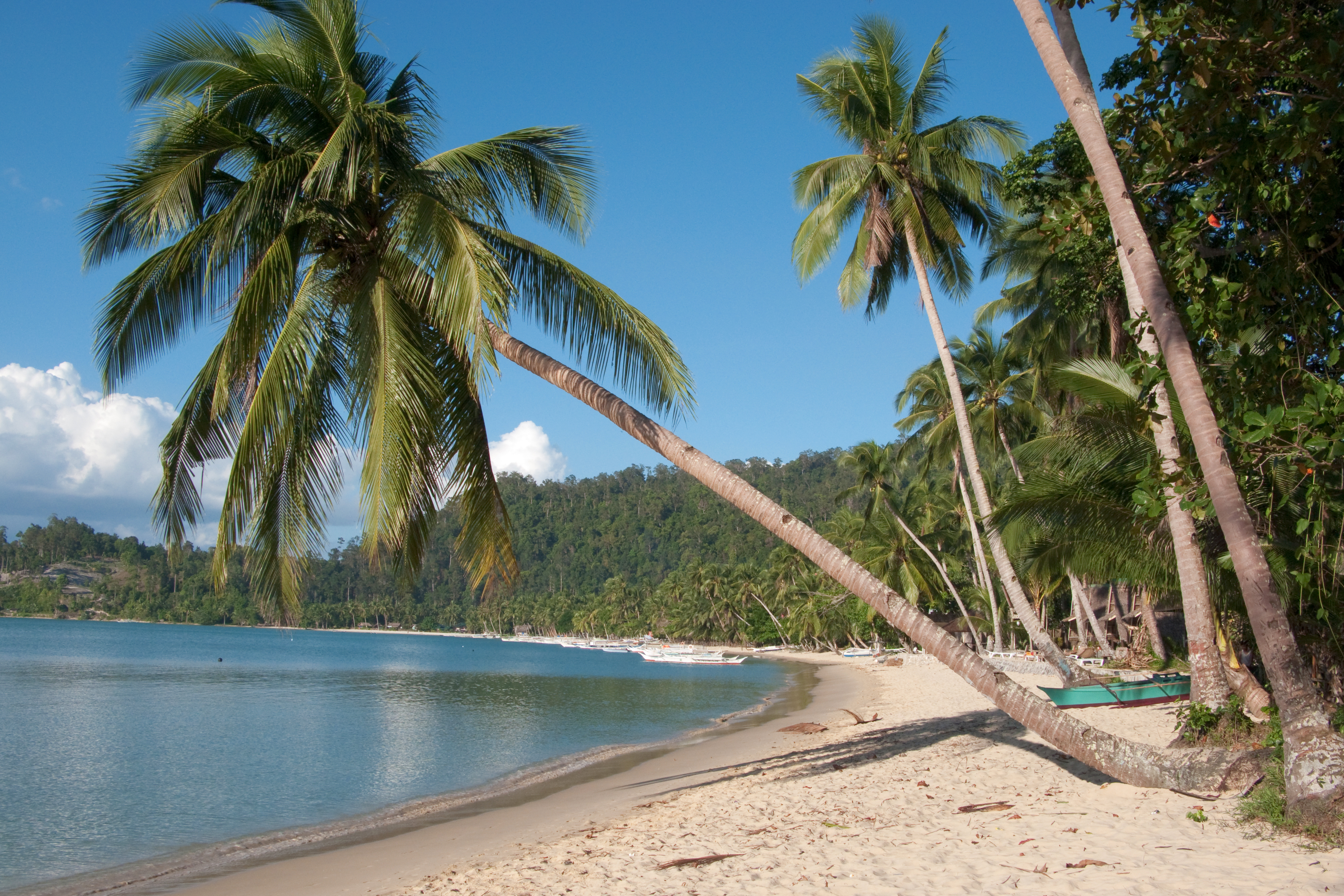
San Vicente, luogo di partenza della 2ª tappa.

- Seconda missione: i viaggiatori, una volta raggiunto il villaggio dei Batak a Tinitian, devono imparare nelle classi i termini legati al Basket; successivamente, devono sostenere un'interrogazione e, se promossi, devono sfidare gli studenti della scuola a fare tre canestri, altrimenti devono tornare a studiare.
- Terza missione: le coppie devono raggiungere Fru in mezzo al mare con un SUP, per poi tuffarsi in acqua alla ricerca dell'indirizzo del traguardo di tappa, situato all'Elephant Cave di Sabang.

#### Bonus
La coppia arrivata prima al Libro Rosso, ha avuto la possibilità di fare snorkeling nelle acque di Palawan e si è guadagnata una cena di lusso sulla riva del mare.

### 3ª tappa (Sabang → Puerto Princesa)
La terza puntata è andata in onda in prima visione il 21 marzo 2025.

#### Missioni
Prima di iniziare la tappa, i vincitori della tappa precedente, Gli estetici, hanno avuto la possibilità di scegliere l'ordine di partenza, dividendo i viaggiatori in tre gruppi: primo gruppo (estetici, medagliati e cineasti), secondo gruppo (sorelle, complici e atlantiche) e terzo gruppo (primi ballerini e magici); i gruppi partono con 5 minuti di distanza.

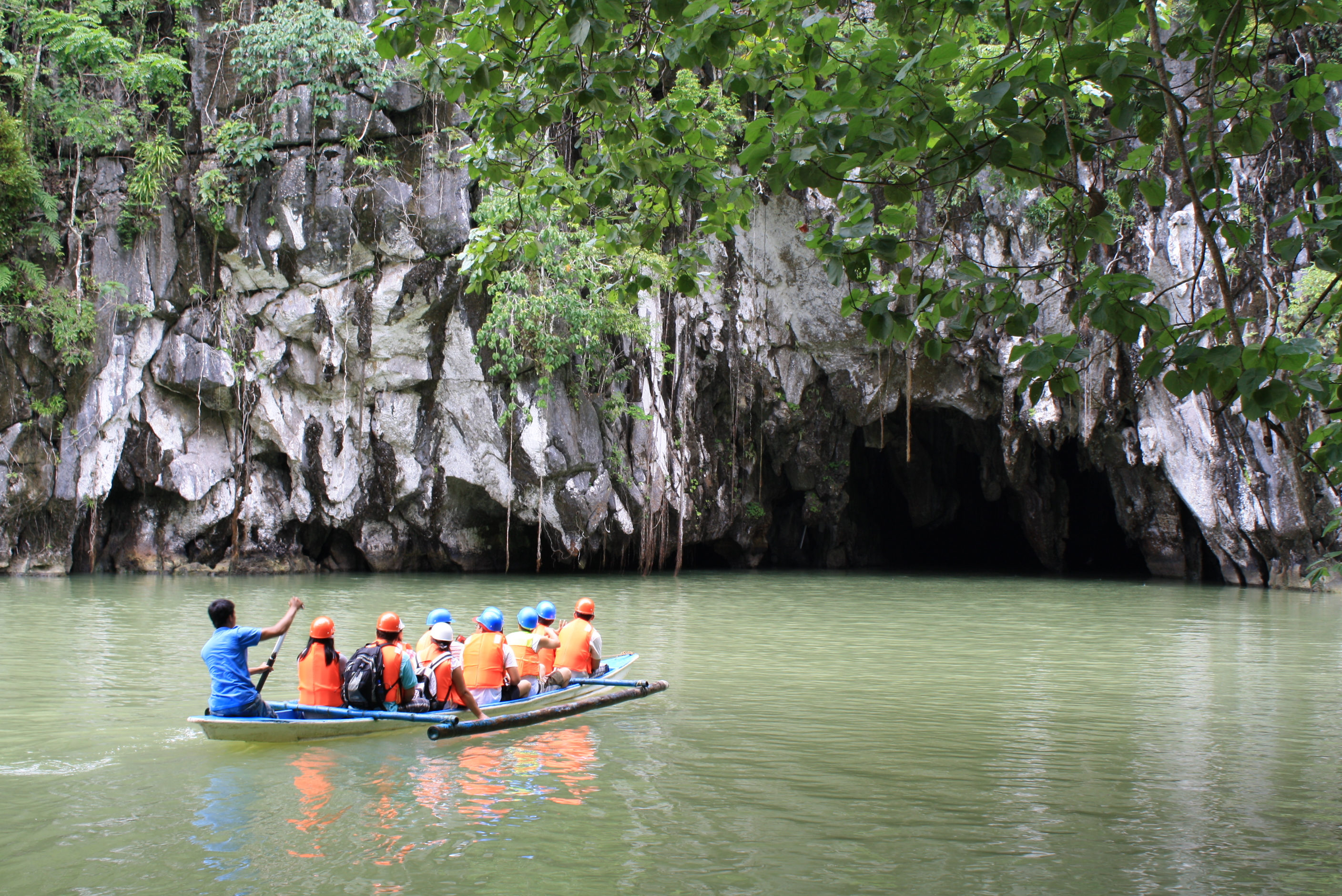
Underground River, scenario della missione iniziale della 3ª tappa.

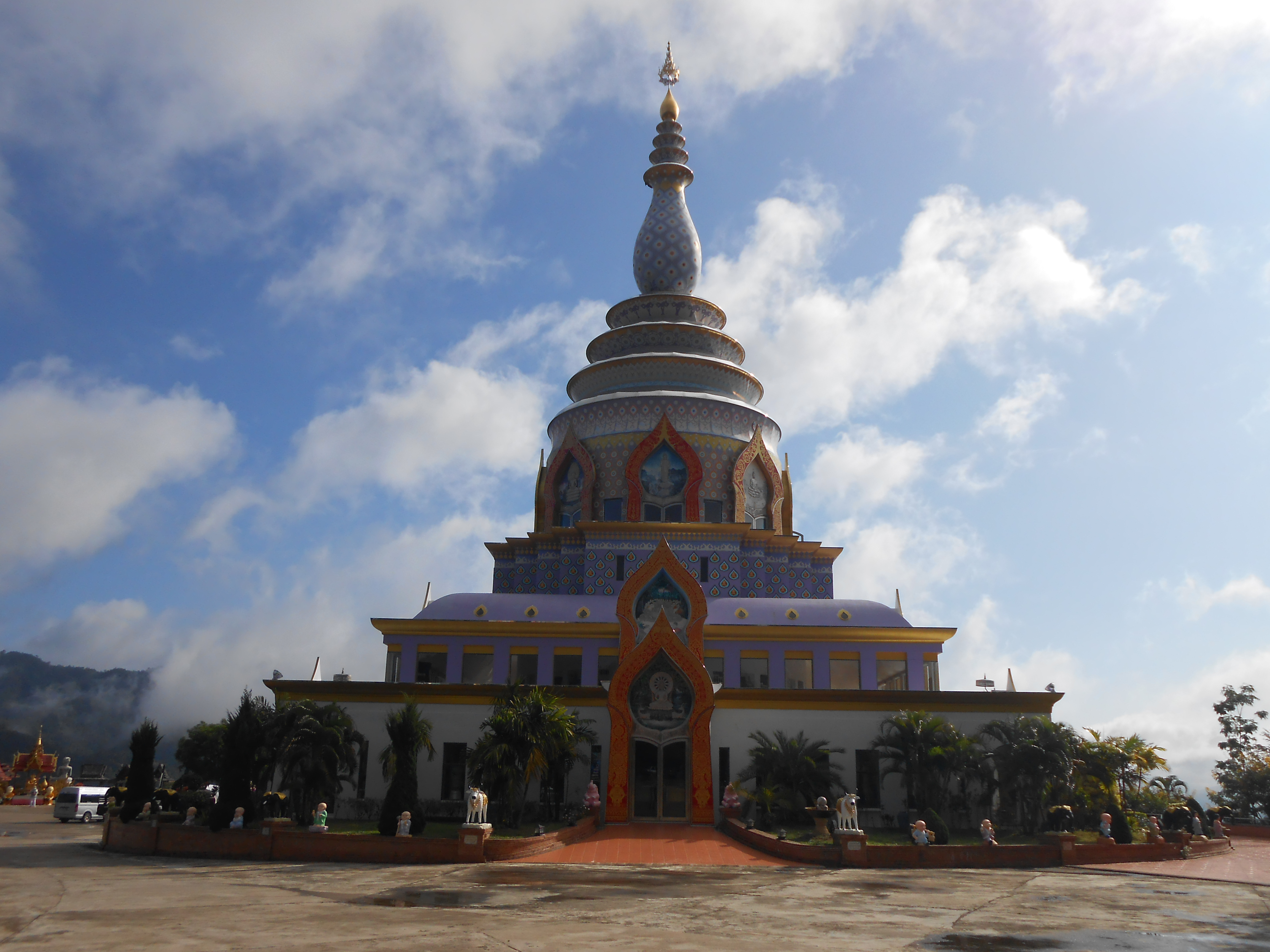
Tempio Wat Thaton, traguardo della 6ª tappa.

- Underground River, scenario della missione iniziale della 3ª tappa.Missione iniziale: le coppie devono raggiungere con una zattera l'altra parte della sponda, dove hanno iniziato un percorso di trekking nella foresta pluviale di Palawan, la più lunga del mondo. Arrivati all'Underground River, le coppie devono prendere un'audio guida, salire in barca e ascoltare attentamente ciò che gli viene detto; inoltre, viene consegnata loro una lavagnetta, dal momento che all'interno del fiume sotterraneo è vietato parlare. Al termine del tour, Fru ha posto a ciascuna coppia quattro domande e per ogni risposta errata, ricevono una penalità di tempo di 2 minuti.

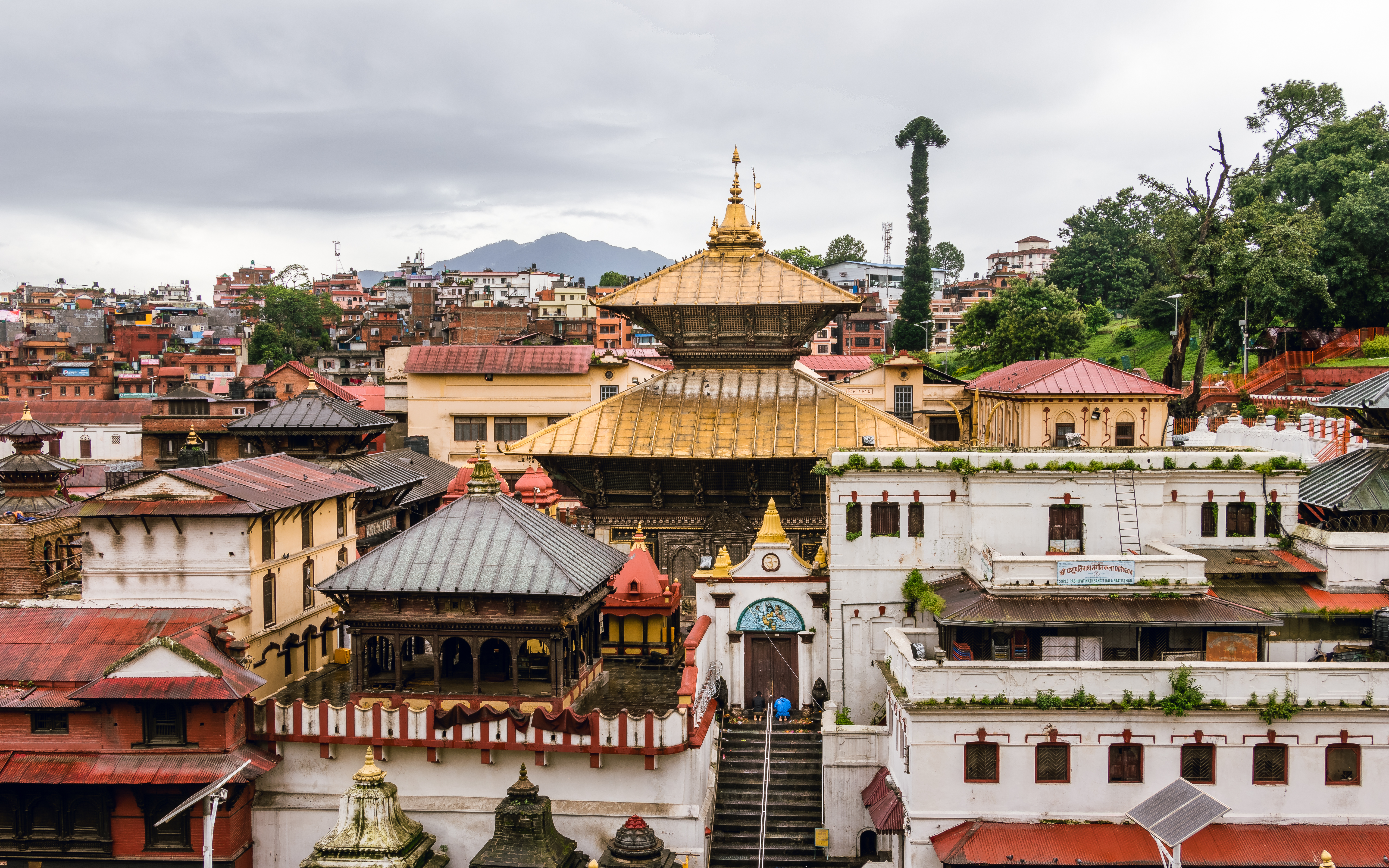
tempio di Pashupatinath, traguardo intermedio della 10ª tappa.

- Prima missione: i viaggiatori, arrivati a Matahimik Bucana, devono trovare una banka, svuotare in una grande cesta la rete contenente 10 granchi, metterne tre in una cesta più piccola e consegnarla ad una casa contrassegnata da logo di Pechino Express. Una volta completata la missione, le coppie ricevono le indicazioni per raggiungere il Libro Rosso, situato sul lungomare di Puerto Princesa.
- Seconda missione: le coppie devono reclutare dieci persone e ballare insieme a loro una coreografia di Budots davanti a un giudice locale, il quale ha consegnato loro le indicazioni per proseguire la gara sono una volta superata correttamente la prova.
- Terza missione: i viaggiatori devono imparare a memoria la prima strofa di una canzone popolare filippina che si cantava nelle campagne durante la raccolta della papaya; una volta imparata, devono raggiungere Fru all'Old Public Market. Dopo aver superato la prova, hanno ricevuto le indicazioni per raggiungere il traguardo di tappa.

#### Bonus
La coppia arrivata prima al Libro Rosso, ha avuto la possibilità di cantare insieme a un coro di Puerto Princesa e, inoltre, ha potuto assegnare un malus a una coppia avversaria, consistente nel cercare e ballare con venti persone, anziché dieci come le altre coppie.

### 4ª tappa (Khon Kaen → Phitsanulok)
La quarta puntata è andata in onda in prima visione il 28 marzo 2025.

#### Missioni
Prima di iniziare la tappa, i vincitori della tappa precedente, Gli estetici, hanno avuto la possibilità di scegliere una coppia a cui assegnare un malus, consistente nel trovare una casa dove cucinare un piatto di pasta.

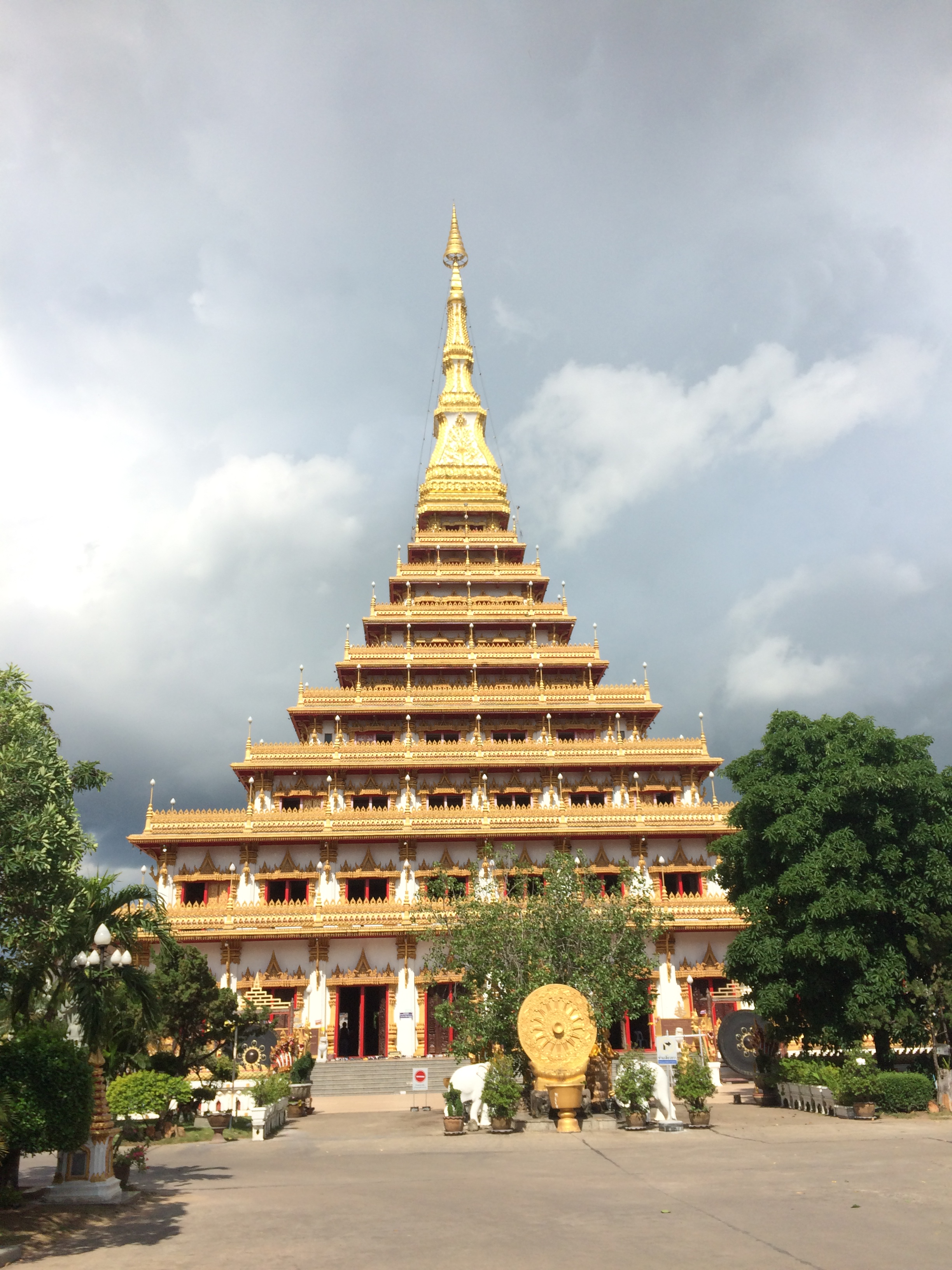
tempio Wat Nong Wang, luogo di partenza della 4ª tappa.

- tempio Wat Nong Wang, luogo di partenza della 4ª tappa.Missione iniziale: i viaggiatori, arrivati nel villaggio Ban Hua Fai Non Sa, devono lavorare la seta: per prima cosa devono pulire i bachi, ottenendo un vassoio con 100 bozzoli da portare alla fattoria dove devono filare la seta. Solo una volta giudicati positivamente da un giudice locale, possono prendere un telefono e proseguire la gara, raggiungendo il tempio del villaggio. La prima coppia a raggiungere il tempio, ha potuto viaggiare a bordo di un pick-up fino alla prossima bandiera di Pechino Express, guadagnando anche il vantaggio di scegliere i mezzi sui quali avrebbero dovuto viaggiare tutte le altre coppie, decidendo tra 3 tricicli a vapore e 3 trattori.
- Prima missione: le coppie devono scattare due fotografie: una con cinque persone che saltano e sorridono, immortalando il momento in cui sono staccati da terra; l'altra, invece, deve essere un selfie con tre persone che sorridono, ognuna con un pollo in braccio. Una volta fatte le foto, le coppie le hanno dovute inviare a Fru, il quale, se le considerava adeguate alle richieste, ha consegnato loro le indicazioni per il Libro Rosso, dove le prime tre coppie ad arrivare, si sono qualificate per la prima prova immunità dell'edizione.
- Seconda missione: le coppie, raggiunte le rovine di Wat Aranyk, devono osservare due guerrieri eseguire una coreografia di un combattimento del Krabi Krabong, per poi prendere due spade, le immagini che rappresentano le mosse, e imparare tutti i movimenti dell'arte marziale. Infine, un maestro ha esaminato il loro apprendimento e stabilito chi potesse o meno proseguire la gara.
- Terza missione: le coppie devono raggiungere il Railway Station Night Market di Phitsanulok, dove devono prendere 10 angurie da portare obbligatoriamente a piedi al Nan River Viewpoint, dove li aspetta Fru. Lì devono tagliare l'anguria in parti uguali e in caso di differenza pari a 100 grammi, i viaggiatori devono scontare una penalità di tempo. Una volta superata la missione o scontata la penalità, le coppie ricevono una statuina del gallo, indizio per trovare il Tappeto Rosso.

#### Prova immunità
Le tre coppie qualificatosi alla prova immunità, non hanno dovuto cercare alloggio e presso l'abitazione locale che li ha accolti, hanno dovuto customizzare il go-kart che gli hanno offerto in vista della prova.
Le coppie partecipano a una gara di go-kart: innanzitutto, i viaggiatori devono raggiungere a piedi il centro del paese e poi, in coppia, devono scendere a bordo del proprio bolide; lungo la discesa, devono memorizzare delle lettere, tenute in mano da alcune persone locali, le quali sono bianche, componenti della prima parola, e nere, componenti della seconda. Ogni volta che le coppie tornano alla base, devono prendere le lettere che hanno individuato e hanno 20 secondi per formare le due parole; passato il tempo, ripartono per un altro giro e così via. Alla fine, vince la coppia che ha individuato per prima le due parole, le quali hanno a che fare con la cultura hmong.
La coppia vincitrice della prova, ha avuto la possibilità di fare rafting sul Khek River e, inoltre, ha potuto assegnare un malus a una coppia avversaria, consistente nell'aiutare una donna del villaggio hmong a pulire una cesta piena di frutti di tamarindo.

### 5ª tappa (Sukhothai → Chiang Mai)
La quinta puntata è andata in onda in prima visione il 3 aprile 2025. 

#### Missioni
Prima di iniziare la tappa, le vincitrici della tappa precedente, Le sorelle, hanno avuto la possibilità di scegliere una coppie a cui assegnare un malus, consistente nel ricevere la Bandiera leopardata, portata da Elettra Lamborghini. Le sorelle hanno potuto inoltre decidere quale modello di bicicletta usare e quale assegnare alle altre; esse hanno deciso di prendere il tandem, assegnando i tricicli alle atlantiche, l'altro tandem ai medagliati, due bici ai cineasti, una bici ai complici e le biciclette a misura di bambino ai magici e agli estetici.
- Missione iniziale: i viaggiatori devono raggiungere i tre templi del complesso di Sukhothai (Wat Mahathat, Wat Si Sawai e Wat Si Chum), obbligatoriamente in bicicletta, per imparare delle parole in thailandese, e la relativa traduzione, da riferire successivamente a Fru presso il tempio di Wat Sorasak. In caso di esito positivo all'esame, le coppie posso proseguire la gara, altrimenti devono scontare 10 minuti di penalità.
- Prima missione: le coppie, raggiunta la banchina Ban Don Chai sul fiume Wang, devono mangiare una porzione a testa di curry di rane piccante entro dieci minuti, altrimenti ricevono una penalità. Superata la missione o scontata la penalità, le coppie devono raggiungere il tempio Wat Chiang Rai, traguardo intermedio, dove la prima coppia ad arrivare ha vinto una posizione nella classifica finale, mentre l'ultima è andata direttamente a rischio eliminazione.
- Seconda missione: i viaggiatori, giunti al Thai Elephant Conservation Center di Lampang, devono contribuire al processo di formazione della carta, ricavata dagli escrementi di elefante, raggiungendo, a bordo di un pick-up, una delle fattorie dove devono raccogliere e creare 15 fasci d'erba e darli da mangiare agli elefanti; successivamente, le coppie devono raccogliere gli escrementi di elefante e portarli al centro di produzione della carta.
- Terza missione: una volta portati, a bordo del pick-up, sulla strada principale, le coppie devono raggiungere in autostop Doi Suthep a Chiang Mai, dove devono contare gli scalini fino ad arrivare al Tappeto Rosso, nel mentre che un pellegrino recita per tutto il tempo un mantra distraendoli. Nel caso in cui la stima finale fosse sbagliata, le coppie devono scontare una penalità di 5 minuti.

#### Bonus
La coppia arrivata per prima al Libro Rosso ha guadagnato una posizione nella classifica finale e ha inoltre potuto assegnare un malus a una coppia avversaria, consistente nell'indossare delle unghie lunghe 15 cm per un tempo determinato.

### 6ª tappa (Chiang Mai → Tha Ton)
La sesta puntata è andata in onda in prima visione il 10 aprile 2025. 

#### Missioni
Prima di iniziare la tappa, i vincitori della tappa precedente, I medagliati, hanno avuto la possibilità di scegliere una coppia a cui assegnare un malus, consistente nel massaggiare per 20 minuti uno dei due piedi dell'autista del risciò.
- Tempio Wat Thaton, traguardo della 6ª tappa.Missione iniziale: le coppie devono raggiungere il tempio Wat Phra That di Doi Saket; inizialmente devono salire a bordo di un risciò, dove vi sono le offerte da portare fino al tempio e le indicazioni per acquistare le tre mancanti. All'interno della busta vi è la lista degli oggetti mancanti, i soldi per comprarli e i nomi dei tre mercati in cui recarsi. Prima di partire però, le coppie devono accompagnare l'autista del risciò in un centro massaggi, dove devono massaggiare per dieci minuti uno dei due piedi. Nel primo mercato devono comprare un mazzo di almeno cinque Ping Pong, nel secondo la carta igienica e mentre nel terzo le coppie, per ricevere l'offerta mancante ossia un grappolo d'uva, devono superare la prova dei "sette mostri" di Pechino Express.  I concorrenti a turno devono girare tre volte ciascuno una ruota e mangiare il cibo contenuto nello spicchio indicato da una bandierina: scorpione, orecchio di maiale, cervello di maiale, cavallette, sangue di pollo, millepiedi e uovo urina di cavallo. Una volta superata la prova, le coppie devono raggiungere il tempio o a piedi salendo 590 gradini oppure a bordo di un rod-daeng, tenendo conto che prima di partire, devono salire altre dodici persone; la prima coppia che ha firmato per prima il Libro Rosso si è qualificata direttamente per la prova vantaggio e non ha dovuto cercare un alloggio per la notte.
- Prima missione: tutte le coppie, tranne quella che si è già qualificata per la prova vantaggio, devono raggiungere il secondo Libro Rosso, situato nel tempio Wat Hiran Nikhom di Mae Rim, dove le prime tre coppie a firmarlo si sono qualificate per la prova.
- Seconda missione: le coppie, dopo ricevuto un cestino contenente del riso, devono raggiungere il mercato Mae Malai a Mae Taeng dove devono procurarsi gli ingredienti necessari per preparare tre khao tom mat a testa, da dare alla famiglia che li avrebbe ospitati la notte.
- Terza missione: i viaggiatori, prima di raggiungere il Tappeto Rosso a Tha Ton, devono trovare una canna di bamboo più alta di loro e fare un limbo di fronte a cinque persone, facendole poi successivamente esibire a loro volta.

#### Prova vantaggio
Le prime quattro coppie arrivate al Libro Rosso, si sono qualificate per disputare la prova vantaggio.
In questa prova, le coppie si sono dovute scontrare al gioco dei pugni di riso, dove un componente della coppia in piedi su un tronco doveva colpire l'avversario senza toccare la testa con un bastone di bambù che aveva alle estremità due cuscini di riso facendolo cadere.
La prova si è svolta in un quadrangolare, dove la prima coppia ha potuto scegliere quale coppia avversaria sfidare. Durante le singole manche, passava il turno la coppia che aveva buttato per due volte l'avversario al netto di tre incontri, poi, le due coppie vincitrici si sono dovute scontrare nella finale dove la coppia che ha buttato giù l'avversario per due volte ha vinto la prova vantaggio.
La coppia vincitrice della prova ha guadagnato una posizione nella classifica finale e ha inoltre potuto assegnare un malus a una coppia avversaria, consistente nella consegna della bandiera blu.

### 7ª tappa (Tha Ton → Chiang Rai)
La settima puntata è andata in onda in prima visione il 17 aprile 2025. 

#### Missioni
Prima di iniziare la tappa, i vincitori della tappa precedente, I medagliati, hanno avuto la possibilità di scegliere due coppie miste a cui assegnare un malus, consistente nel partire con 10 minuti di ritardo.
- Missione iniziale: le coppie sono state mischiate:

- - Nathalie e Yuri;
  - Giulio e Gigi;
  - Nicolò e Vito;
  - Giaele e Dolcenera;
  - Samanta e Antonio;
  - Debora e Ivana.

una volta raggiunta la scuola di Ban Pha Tai, le coppie miste devono imparare delle parole, relative alla famiglia, in lingua lao, per poi dover affrontare un esame dinanzi ad un giudice locale. Se l'esito dell'esame è positivo, le coppie possono proseguire con la gara, altrimenti devono tornare a studiare.
- Prima missione: le coppie miste devono recarsi presso il Karen Ruammit Village, dove devono scegliere una delle bambole a disposizione, contare quanti anelli di ottone ha attorno al collo e trovare la donna con lo stesso numero di anelli. Successivamente devono raggiungere il giudice locale per la verifica e se la donna è quella giusta allora hanno ricevuto la direzione per proseguire la gara, altrimenti devono continuare con la ricerca. Superata la prova, la coppia mista che ha raggiunto per prima la bandiera successiva, ha potuto scegliere i mezzi di trasporto con i quali le coppie avrebbero dovuto raggiungere il Libro Rosso di Baan Jator: due coppie dovevano fare il tragitto a piedi, due in bicicletta e due in elefante. La prima coppia originaria ad aver firmato il Libro Rosso ha guadagnato una posizione in classifica e non ha dovuto cercare un alloggio per la notte insieme alla coppia arrivata in seconda posizione, mentre quella arrivata ultima ha ricevuto direttamente un malus alla ripartenza.
- Seconda missione: una volta raggiunto l'Honghompaya Lanna Learning Center, un componente per coppia deve farsi fare un massaggio di fuoco, mentre l'altro lo deve eseguire dopo aver visto la dimostrazione del maestro. Nel caso in cui non ci fossero riusciti, le coppie avrebbero dovuto aspettare 10 minuti all'interno di una chicken steaming spa.
- Terza missione: le coppie, raggiunto il tempio Wat Rong Khun, devono comporre la bandiera del Nepal: innazitutto Fru ha consegnato loro i simboli, poi i viaggiatori devono raggiungere il tempio Wat Rong Suea Ten dove hanno ricevuto la parte blu, e infine dovevano raggiungere il tempio rosso dove hanno ricevuto il pezzo rosso. Composta la bandiera, le coppie possono proseguire la gara verso il traguardo di tappa.

#### Bonus
La coppia arrivata per prima al Libro Rosso ha guadagnato una posizione nella classifica finale e non ha dovuto cercare una alloggio per la notte.

### 8ª tappa (Katmandu → Pokhara)
L'ottava puntata è andata in onda in prima visione il 24 aprile 2025. 

#### Missioni
Prima di iniziare la tappa, le vincitrici della tappa precedente, Le sorelle, hanno avuto la possibilità di scegliere due coppie alle quali assegnare un malus, consistente nel partire con 5 o 10 minuti di ritardo rispetto le altre coppie. 
- Missione iniziale: le coppie devono raggiungere la cima della collina di Chandragiri a bordo di una funivia: durante il tragitto, i viaggiatori devono imparare i nomi delle otto vette più alte della catena montuosa dell'Himalaya dal più basso al più alto; raggiunto il tempio Bhaleshwar Mahadev, le coppie sono state interrogate da un giudice locale e solo una superata positivamente l'interrogazione hanno ricevuto le indicazioni per il prosieguo della gara. Superata l'interrogazione, i viaggiatori devono fare tre giri, in senso orario, intorno al tempio, al termine dei quali ricevono la benedizione da un pujari. Veduta di Katmandu, luogo di partenza dell'8ª tappa

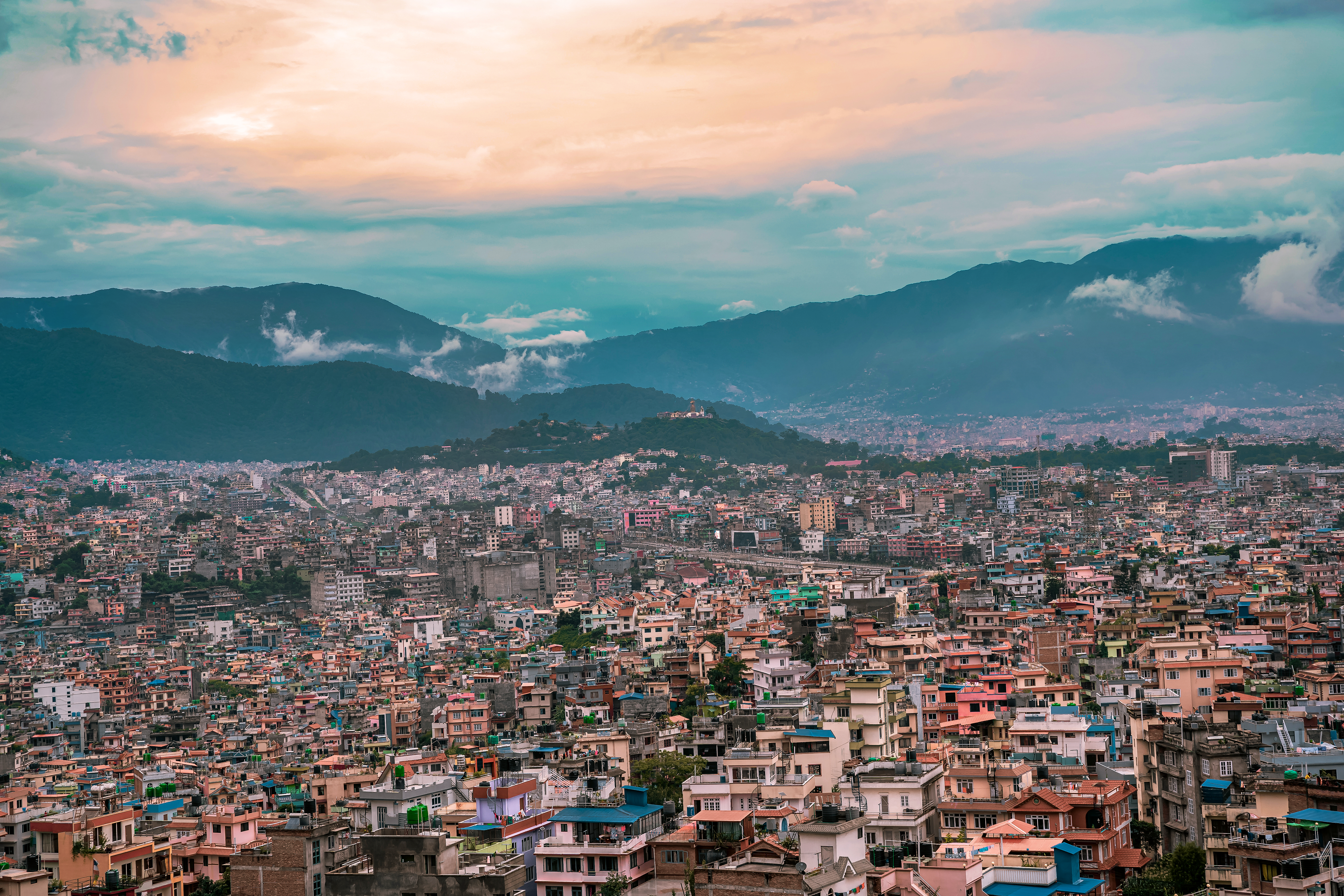
Veduta di Katmandu, luogo di partenza dell'8ª tappa

- Prima missione: ottenuta la benedizione, le coppie devono tornare da Fru, il quale ha consegnato loro un corredo per un matrimonio; i viaggiatori devono attraversare il ponte sul fiume Trishuli e trovare una famiglia che offra loro il dal bhat, consegnando prima loro il corredo, ricevuto in precedenza, dentro il quale devono mangiare la pietanza. Solo dopo averlo mangiato, le coppie possono proseguire con l'autostop in direzione Bandipur, dove la prima coppia che ha raggiunto la bandiera di Pechino Express non ha dovuto cercare un alloggio per la notte; i viaggiatori, inoltre, hanno ricevuto una lettera o un video dai loro cari.
- Seconda missione: dopo essere ripartiti secondo l'ordine in cui sono arrivati alla bandiera del giorno precedente a 10 minuti di distanza gli uni dagli altri, i viaggiatori devono raggiungere Bazar Street a Bandipur, dove devono aiutare le donne locali con il lavaggio della biancheria: le coppie devono prendere una busta e cercare la donna che trovano in fotografia, poi devono prendere il cesto pieno di biancheria sporca e lavarla tutta; i viaggiatori possono ripartire solo dopo che la signora si ritiene soddisfatta del lavoro svolto e dirigersi verso il traguardo intermedio.
- Terza missione: le coppie, alla ripartenza, devono cercare di allontanarsi il più possibile dalle altre coppie prima dello stop alla gara; il giorno successivo, dopo aver aperto la busta ricevuta in precedenza contenente un tablet, i viaggiatori devono scattare una foto con cinque persone che indossano dei dhaka topi di diversi colori. Solo una volta superata la missione, le coppie possono proseguire verso il traguardo di tappa.

#### Bonus
La coppia arrivata per prima al Libro Rosso ha guadagnato una posizione nella classifica finale e ha inoltre assegnato un malus ad una coppia avversaria, consistente nel costruire una torre zen con 25 pietre trovate nei pressi del fiume.

### 9ª tappa (Pokhara → Katmandu)
La nona puntata è andata in onda in prima visione il 1° maggio 2025. 

#### Missioni
Prima di iniziare la tappa, i vincitori della tappa precedente, I complici, hanno avuto la possibilità di scegliere a una coppia alla quale assegnare un malus, consistente nella Football flag.
- Missione iniziale: le coppie devono raggiungere, a bordo di una canoa e remando, l'altra sponda del lago Phewa, dove poi hanno dovuto proseguire a piedi verso la cima della collina, ove vi è la World Peace Pagoda. I viaggiatori, durante la salita, dovevano studiare a memoria un mantra della pace, che poi hanno dovuto recitare a Fru e a un monaco locale, che solo quando si riteneva soddisfatto, le coppie hanno potuto proseguire con la gara.
- Prima missione: le coppie, arrivate al villaggio Tharu, devono prendere una mappa e una bicicletta a testa e raggiungere lo stagno del villaggio: le coppie devono entrare in acqua, riempire una cesta intera di lumache e portarle alla casa Tharu. Portate le lumache alla casa principale del villaggio, i viaggiatori devono mangiare una porzione di lumache piccanti; solo una volta finito completamente il piatto, le coppie possono raggiungere il Libro Rosso, dove le prime due coppie a firmarlo si qualificano alla prova vantaggio.
- Seconda missione: una volta raggiunto il Pipal Bot nella città di Hetauda, le coppie possono proseguire fino a Katmandu a bordo di un fuoristrada, cercando prima quattro persone che vadano con loro. Se non dovessero trovarne quattro, ma solo due, il mezzo parte dopo dieci minuti, mentre se non dovessero trovare nessuno, parte dopo venti. Durante il tragitto, però, le coppie devono fermarsi in un punto di ristoro e riempire le loro borracce di tè bollente nepalese, che devono bere completamente prima di ripartire.
- Terza missione: le coppie, prima di raggiungere il Tappeto Rosso, situato nel tempio Swayambhunath, devono prendere a testa un vassoio di banane e proseguire verso la scalinata che porta al tempio, la quale è circondata da scimmie. Se i viaggiatori non portano al traguardo almeno dieci banane ciascuno devono aspettare cinque minuti prima di poter saltare.

#### Prova vantaggio
Le prime due coppie arrivate al Libro Rosso, si sono qualificate per la prova vantaggio.
La prova, denominata "Elephant Football", consisteva, a bordo di un elefante componente, nel fare goal con una mazza. La partita è durata 20 minuti e alla fine ha vinto la coppia che ha totalizzato il maggior numero di punti. Nel caso in cui nessuna coppia riesca a fare goal nel tempo, si va ai rigori dove ogni componente ha 30 secondi per fare punto.
La coppia vincitrice della prova ha guadagnato una posizione nella classifica finale e ha inoltre assegnato un malus ad una coppia avversaria, consistente nell'indossare due grandissimi capelli, utilizzati dai contadini per lavorare nei campi.

### 10ª tappa (Katmandu → Kirtipur)
La decima puntata è andata in onda in prima visione l'8 maggio 2025. 

#### Missioni
Prima di iniziare la tappa, i vincitori della tappa precedente, I complici, hanno avuto la possibilità di scegliere a una coppia alla quale assegnare un malus, consistente nel fare cinquanta giri della torre prima di ripartire. 
- Missione iniziale: le coppie finaliste, raggiunta la piazza Durbar di Patan, devono prendere la foto di un Baba e cercarlo all'interno della piazza; una volta trovato, lo devono truccare come nella foto e solo quando il Baba si ritiene soddisfatto del lavoro, le coppie possono proseguire con la gara.
- tempio di Pashupatinath, traguardo intermedio della 10ª tappa.Prima missione: i viaggiatori devono provare il tipico yogurt Juju Dhau, ma prima devono insegnare a tre persone locali il ritornello di Fatti mandare dalla mamma di Gianni Morandi. Superata la prova canora, hanno ricevuto il latte e si sono dovuti dirigere verso la piazza Durbar di Bhaktapur, dove hanno dovuto consegnare il latte alla yogurteria Hada Store e consumare 30 ciotoline di Juju Dhau, facendosi aiutare dalle persone locali. Infine, sul fondo delle ciotoline vi sono delle lettere, le quali compongono una frase, indicando ciò che le coppie devono cercare nella piazza Durbar di Katmandu.
- Seconda missione: le coppie, nella piazza Durbar di Katmandu, devono cercare il collezionista di monete antiche; successivamente, i viaggiatori devono cercare una persona senza denti e raggiungere l'albero sacro, dove hanno dovuto appendere una moneta con martello e chiodi. Superata la prova, le coppia finaliste hanno dovuto raggiungere il tempio di Pashupatinath, dove l'ultima coppia ad arrivare è stata eliminata.

#### Missioni finali

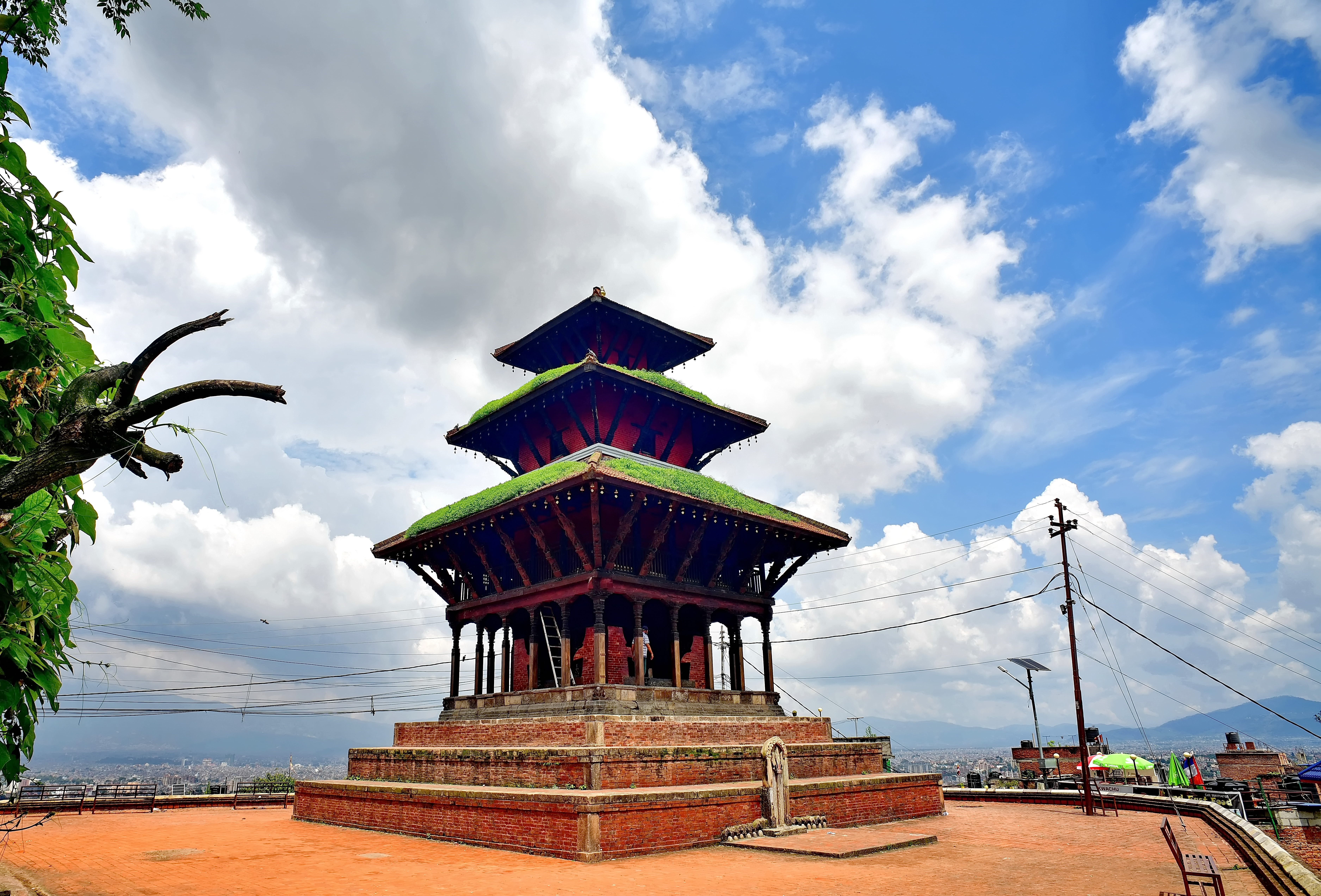
tempio di Uma Maheshwor, traguardo finale della dodicesima edizione di Pechino Express.

- tempio di Uma Maheshwor, traguardo finale della dodicesima edizione di Pechino Express.Prima missione: le coppie super-finaliste devono raggiungere il Sikali Temple, dove hanno dovuto caricarsi una cesta sullo zaino, legarsi con una corda alla guida e raggiungere, attraversando un sentiero e poi in autostop, il Crimpanzee Adventure Hub.
- Seconda missione: raggiunto il Crimpanzee Adventure Hub, un componente per coppia deve arrampicarsi su una parete e cercare gli indizi per proseguire la gara: al livello più basso dell'arrampicata, vi sono le lettere che compongono le due parole, ma non in ordine, al secondo livello vi sono le sillabe e in cima direttamente le due parole complete.
- Terza missione: le coppie super-finaliste devono raggiungere il luogo sacro in cui risiede la Kumari, la quale, dopo aver dato la propria benedizione ai viaggiatori, ha dato loro un importantissimo indizio per scoprire la destinazione successiva.
- Quarta missione: decifrato l'indizio e raggiunto lo Snowman Cafe, i viaggiatori devono mangiare una fetta della tipica torta di mele. Solo dopo aver consumato la fetta di torta, le coppie devono cercare l'indizio per proseguire con la finalissima.
- Quinta missione: le coppie devono raggiungere il tempio Bagh Bhairab dove le aspetta Fru, che racconta loro una storia sulla valle di Katmandu. Finito il racconto, fa una domanda sulla storia appena raccontata e, solo se rispondono correttamente, svela l'indirizzo da raggiungere. Una volta scoperta la destinazione finale, la coppia che per prima ha raggiunto il Tappeto Rosso ha vinto la dodicesima edizione di Pechino Express.

## Ascolti
Come nelle precedenti stagioni, il dato considera gli ascolti cumulati prodotti su Sky Uno/+1, sull'On demand e replica nel primo giorno di trasmissione non essendo sempre disponibili i dati riferiti al solo passaggio lineare.
| Puntata    | Messa in onda  | Telespettatori       | Share                | Fonte                |
| ---------- | -------------- | -------------------- | -------------------- | -------------------- |
| 1          | 6 marzo 2025   | 518 000              | 2,30%                | [ 10 ]               |
| 2          | 13 marzo 2025  | 427 000              | 2,10%                | [ 11 ]               |
| 3          | 20 marzo 2025  | 497 000              | 2,10%                | [ 12 ]               |
| 4          | 27 marzo 2025  | 461 000              | 2,10%                | [ 13 ]               |
| 5          | 3 aprile 2025  | 509 000              | 2,30%                | [ 14 ]               |
| 6          | 10 aprile 2025 | 465 000              | 2,20%                | [ 15 ]               |
| 7          | 17 aprile 2025 | 494 000              | 2,20%                | [ 16 ]               |
| 8          | 24 aprile 2025 | Dati non disponibili | Dati non disponibili | Dati non disponibili |
| Semifinale | 1º maggio 2025 | 417 000              | 1,90%                | [ 17 ]               |
| Finale     | 8 maggio 2025  | 568 000              | 2,70%                | [ 18 ]               |
| Media      | Media          | 488 000              | 2,20%                |                      |

- La media degli ascolti di questa edizione è data da 9 puntate anziché 10, in quanto i dati d'ascolto della puntata del 24 aprile 2025 non sono stati rivelati, rendendo così impossibile un confronto con le altre edizioni.